# Fernand Coppieters
Fernand Coppieters (* 3. März 1905 in Brüssel; † 9. September 1981) war ein belgischer Jazz- und Unterhaltungsmusiker (Piano, Akkordeon,  Hammondorgel).
Coppieters war 1929 Mitglied der New Royal Dance Band des Violinisten und Trompeters René Compère. Anfang der 1930er Jahre gehörte er zu den 16 Baker Boys, die unter Leitung von zunächst Robert de Kers und dann Oscar Alemán Josephine Baker auf ihrer Europatournee begleiteten. In den 1950er Jahren legte er zahlreiche Aufnahmen als Akkordeonist und als Hammondorganist im Bereich der Unterhaltungsmusik vor (darunter die Alben La Belle Epoque Vol. 1 und 2, 1958). 
Der Jazzpianist und Arrangeur Francis Coppieters war sein Sohn.